# William Philo
William Philo (Islington, Londres, 17 de febrer de 1882 – Albert, Somme, 7 de juliol de 1916) va ser un boxejador anglès que va competir a principis del segle xx.
El 1908 va prendre part en els Jocs Olímpics de Londres, on guanyà la medalla de bronze de la categoria del pes mitjà del programa de boxa, en perdre en semifinals contra Reginald Baker.
Durant la Primera Guerra Mundial va lluitar en el 8è Batalló, Royal Fusiliers de l'Exèrcit Britànic. Morí en la batalla del Somme el 7 de juliol de 1916. El seu cos no fou recuperat i és recordat al Memorial de Thiepval.